# Willy-Brandt-Platz (metrostation)
Willy-Brandt-Platz is een ondergronds station van de U-Bahn in Frankfurt am Main aan de U-Bahn-lijnen U1, U2, U3, U4 en U5 gelegen in het stadsdeel Innenstadt.